# Rune Joelsson
Erik Rune Joelsson, född 6 maj 1936 i Dorotea församling, Västerbottens län, död 26 november 2009 i Norrköping, var en svensk meteorolog. 
Efter meteorologexamen 1960 anställdes Joelsson som meteorolog samma år. Han blev filosofie kandidat 1967, var väderprognostiker från 1968 och blev förste statsmeteorolog 1971. Han var även verksam som TV-meteorolog från 1971. Joelsson var frispråkig och uppmärksammades när han under en direktsändning inför julen 1981 talade om att arbetsgivaren inte uppskattade meteorologernas arbete och Joelsson kritiserade de låga lönerna.